# 솔새
솔새는 벼과의 여러해살이풀이다.

## 생태
한국·일본·중국 등에 분포하며, 솔줄·솔풀이라고도 한다. 산이나 들에서 자라며, 높이 70~100cm이다. 줄기는 모여나고 곧게 서며, 잎은 길이 30~50cm 의 좁은 선형으로 가장자리가 거칠거칠하고, 뒤로 말린다. 뒷면은 분백색이고, 밑부분은 잎집 모양인데 긴 털이 있다. 잎혀는 막질이고, 길이 1~3mm이며, 잘게 갈라진다. 꽃은 8월에 피고, 잎겨드랑이에서 이삭꽃차례로 달리는데, 꽃차례가 연속적으로 이어져 원추꽃차례가 된다. 작은이삭은 4개의 수꽃이 돌려나고, 그 중앙에 1개의 암꽃이 있으며, 밑부분에 털이 있다. 포영은 백색으로 윗부분에 짧은 털이 있으며, 앞쪽에 길이 3.5~7cm의 까끄라기가 있다.

## 쓰임새
줄기는 지붕을 잇는 데, 뿌리는 솔을 만드는 데 사용한다.

## 참고 문헌
- 이 문서에는 다음커뮤니케이션(현 카카오)에서 GFDL 또는 CC-SA 라이선스로 배포한 글로벌 세계대백과사전의 내용을 기초로 작성된 글이 포함되어 있습니다.